# Винкбонс, Филипс
Филипс Винкбонс (нидерл. Philips Vingboons; ок. 1607, Амстердам — 2 октября 1678, Амстердам) — нидерландский архитектор, представитель голландского классицизма школы Якоба ван Кампена.

## Биография
Филипс Винкбонс родился около 1607 года в Амстердаме в Голландской республике. Его отец Давид Винкбонс был живописцем из южных Нидерландов, переехавшим около 1580 года в Антверпен, затем, в 1585 году, после испанской оккупации города, — в Мидделбург и, наконец, в Амстердам во время голландского восстания. У Филипса было девять братьев и сестер. Его брат Йоханнес Вингбонс стал рисовальщиком, художником-акварелистом, гравёром и картографом, другой брат — архитектор Юстус Винкбонс.
Винкбонс начинал работать вместе с отцом, братьями и сёстрами, поэтому именно в семье он получил начальное образование в области картографии, математики, черчения. Он стал архитектором, возможно, работая помощником Якоба ван Кампена. Филипс Винкбонс обручился с Петронеллой Квестес 21 апреля 1645 года, когда ему было 37 лет. У него было собрание собственных рисунков, награвированных в 1648 году его братом Юстусом для совета Амстердама (опубликованы в 1688 году). Благодаря этому собранию многие работы Филипса можно точно атрибутировать, в том числе некоторые проекты, которые не были осуществлены, например, макет ратуши Амстердама (этот заказ был отдан ван Кампену). Вингбонс скончался в 1678 году и был похоронен 10 февраля 1678 года в Амстердаме.

## Творчество
Филипс Винкбонс был католиком, поэтому в протестантской Голландии его обходили при распределении государственных заказов. В отличие от Якоба ван Кампена, Винкбонс более всего работал в области проектирования и строительства небольших рядовых зданий, умело сочетая элементы классицизма с типичными бюргерскими домами Амстердама с узкими фасадами и крутыми скатами кровель. Филипс Винкбонс, в частности, стал хорошо известен как изобретатель амстердамского типа фасадов с «шейными фронтонами» (Halsgevel).
В 1638 году Винкбонс спроектировал самый старый из сохранившихся «Halsgevel» в Амстердаме, по адресу Herengracht, 168. Его иногда называют по имени создателя: «Vingboonsgevel». На домах попроще вместо фронтона с изогнутыми скатами проявлялся «ступенчатый» с лаконичными орнаментами за счёт узорчатой кирпичной кладки — этот тип получил название «Вингбонс-имитация» (Vingboons-imitation). Одним из самых известных городских дворцов классической школы в Амстердаме работы Филипса Винкбонса является Kloveniersburgwal (1642). В 1648 и 1674 годах была опубликована «Книга изображений» (Afbeeldsels) с рисунками Филипса Винкбонса, благодаря которым мы имеем достоверное представление о его деятельности.

## Галерея

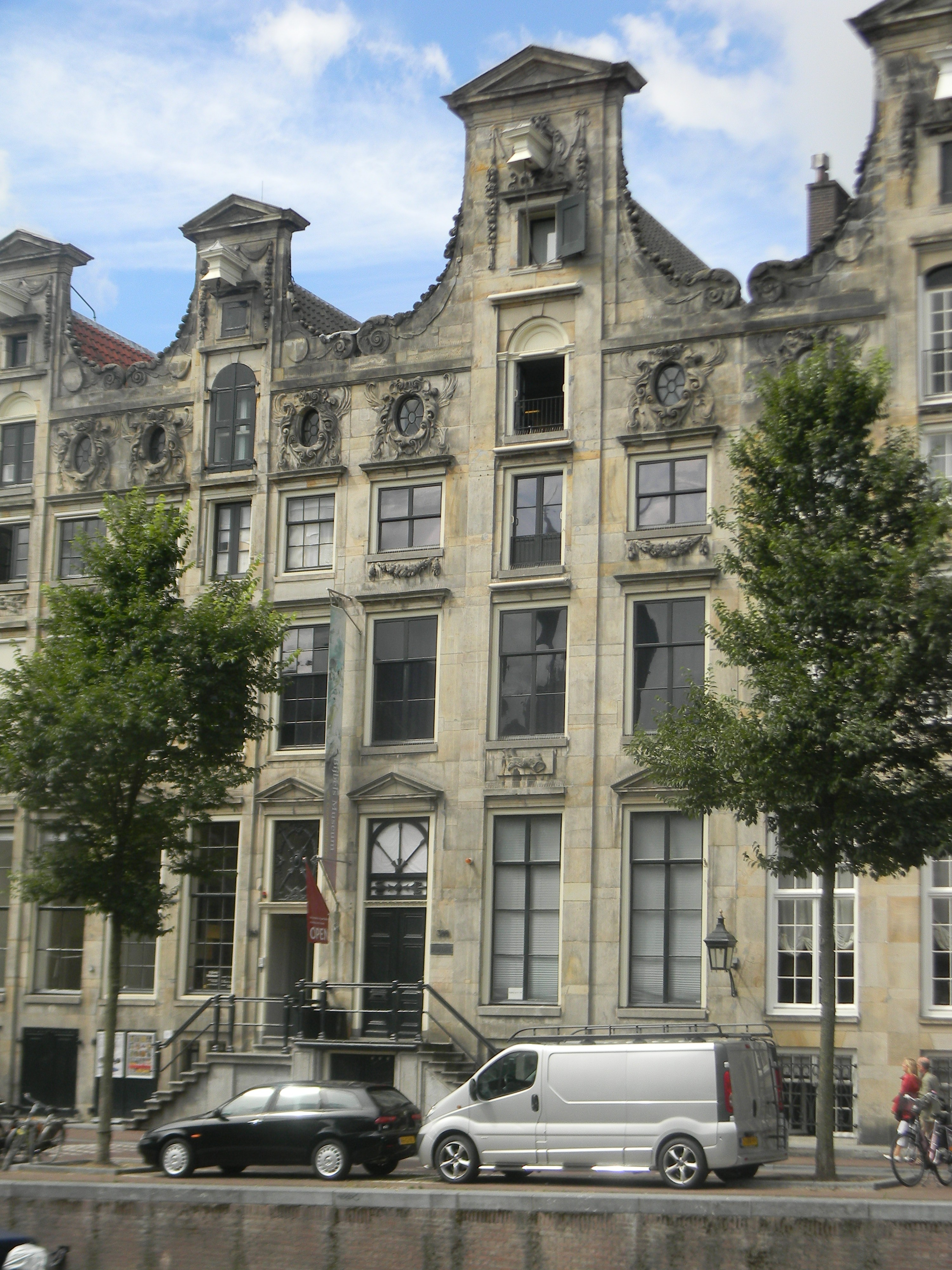
Дом на Herengracht, 366 с «шейным фронтоном». 1660–1662. Амстердам
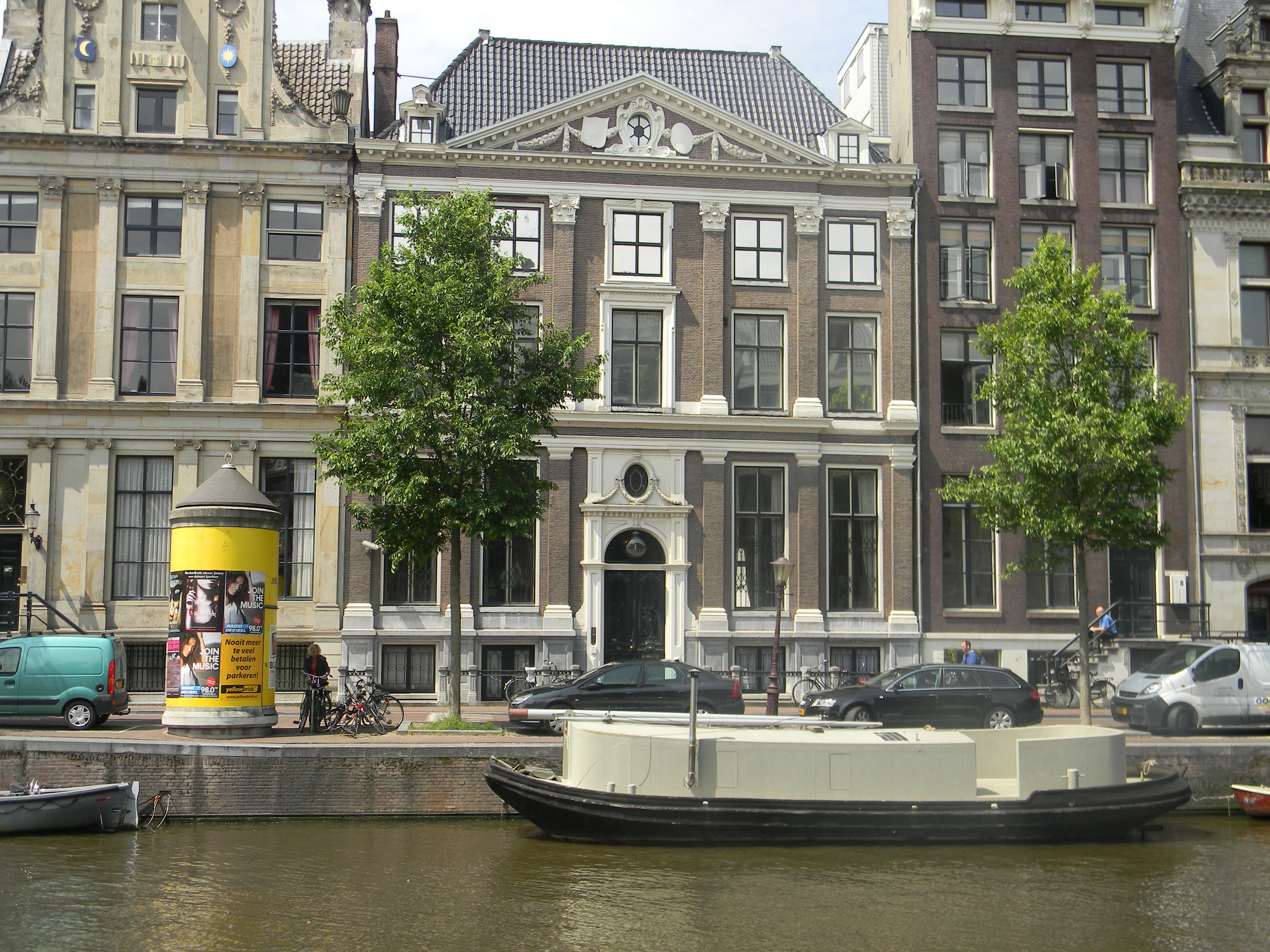
Дом на Herengracht, 386. 1663–1665. Амстердам
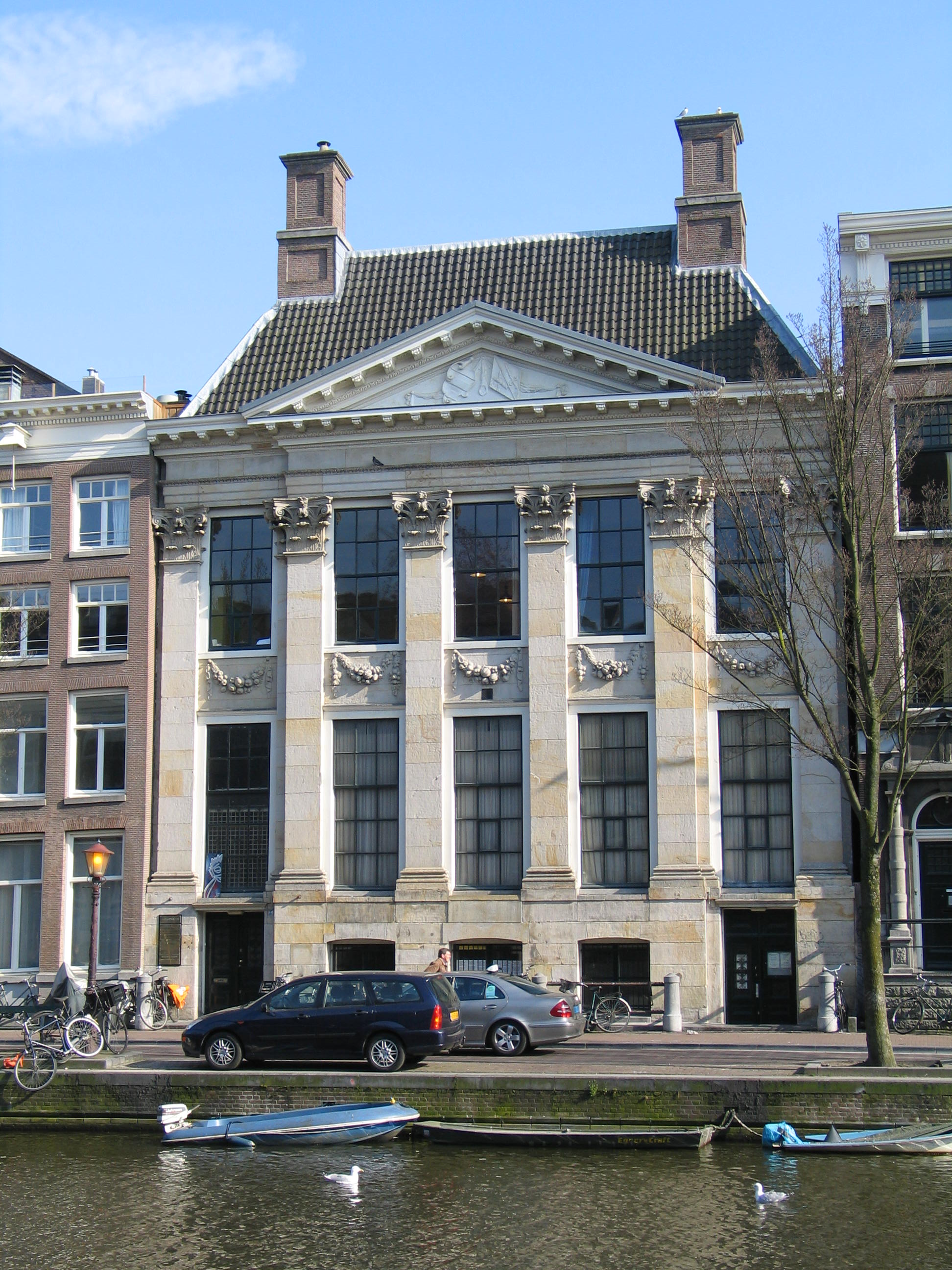
Поппенхёйс. Kloveniersburgwal. 1642. Амстердам
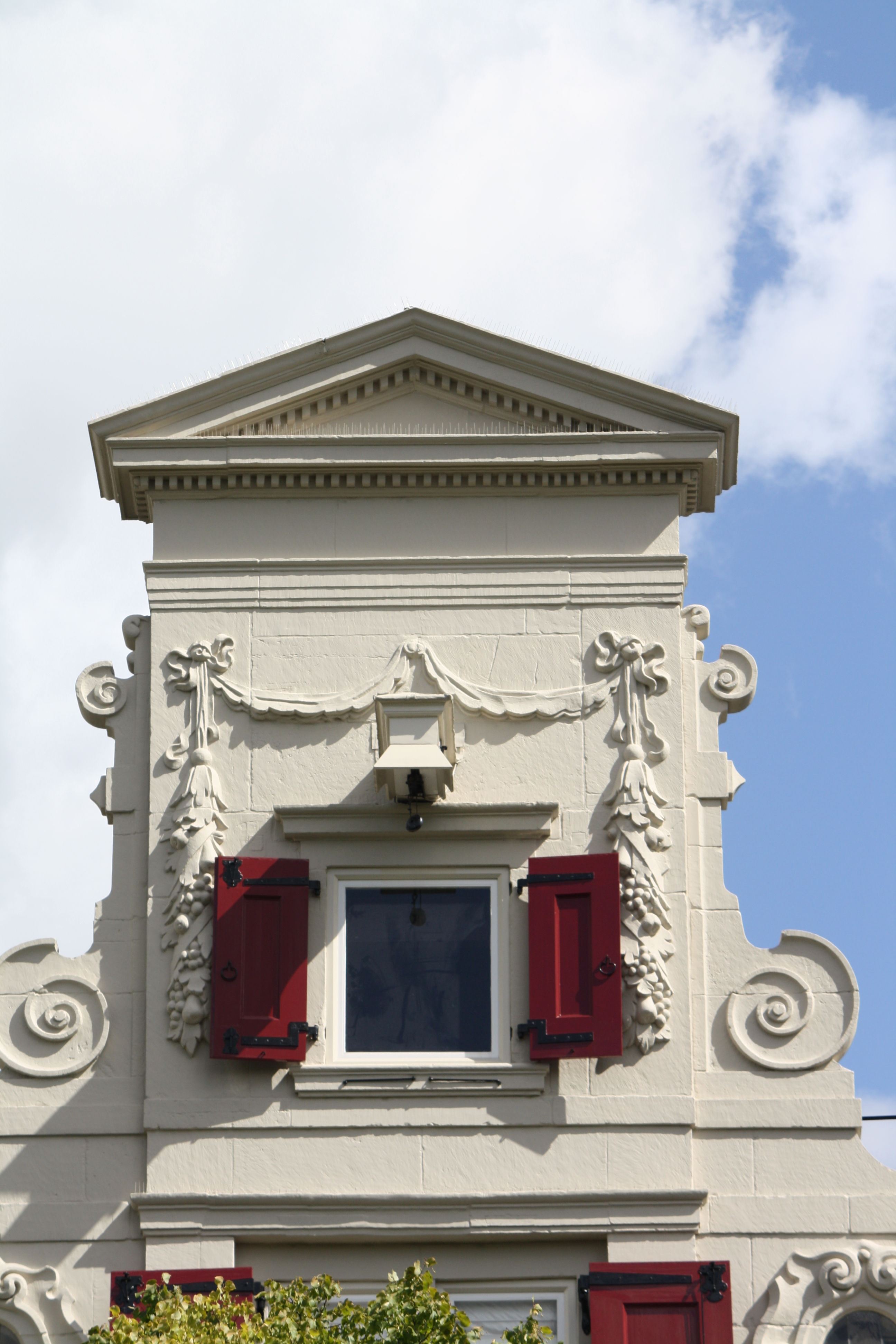
Keizersgracht, 319. 1639. Амстердам
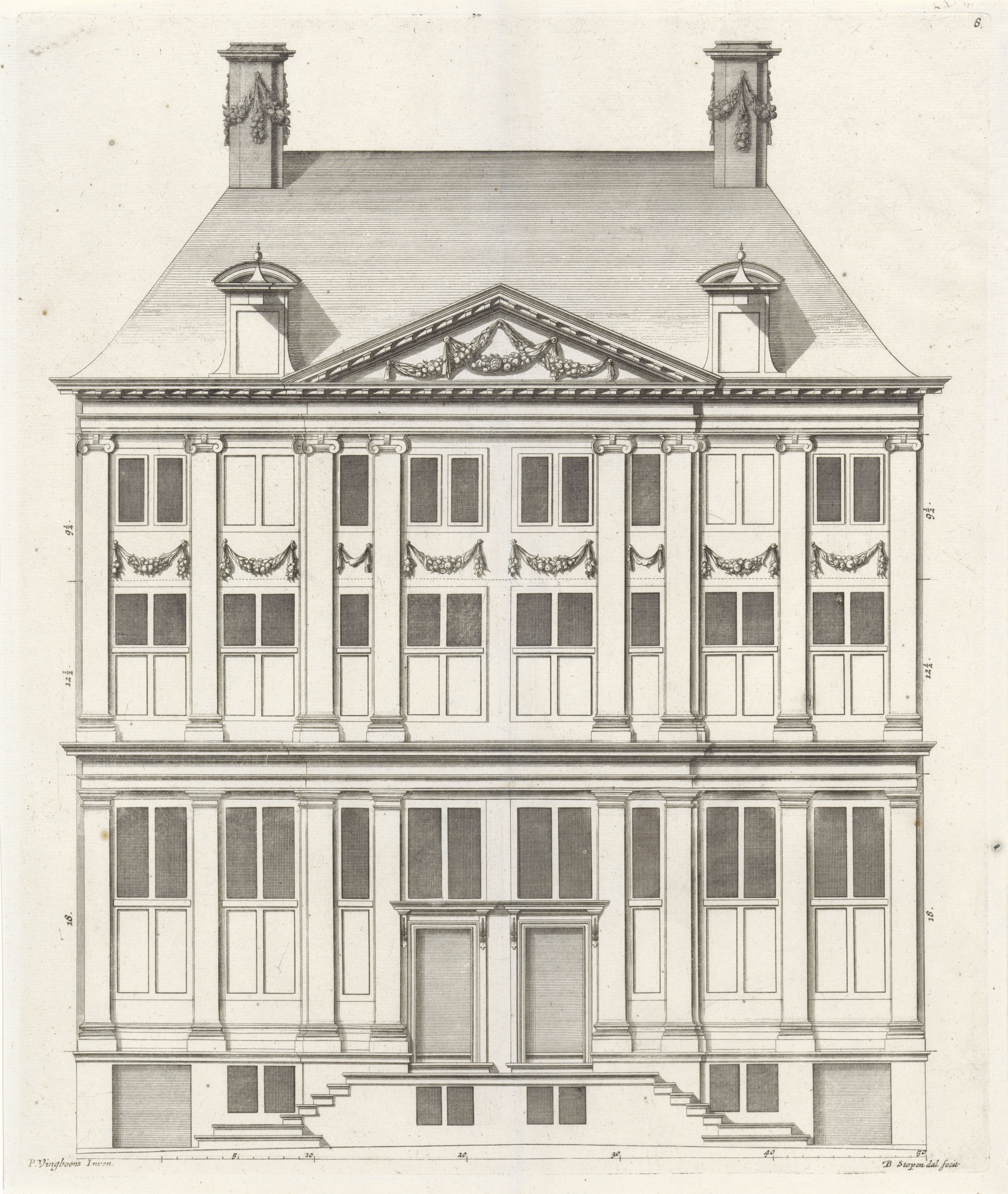
Фасад двойного дома на Oudezijds Voorburgwal в Амстердаме. Проект. 1674. Офорт
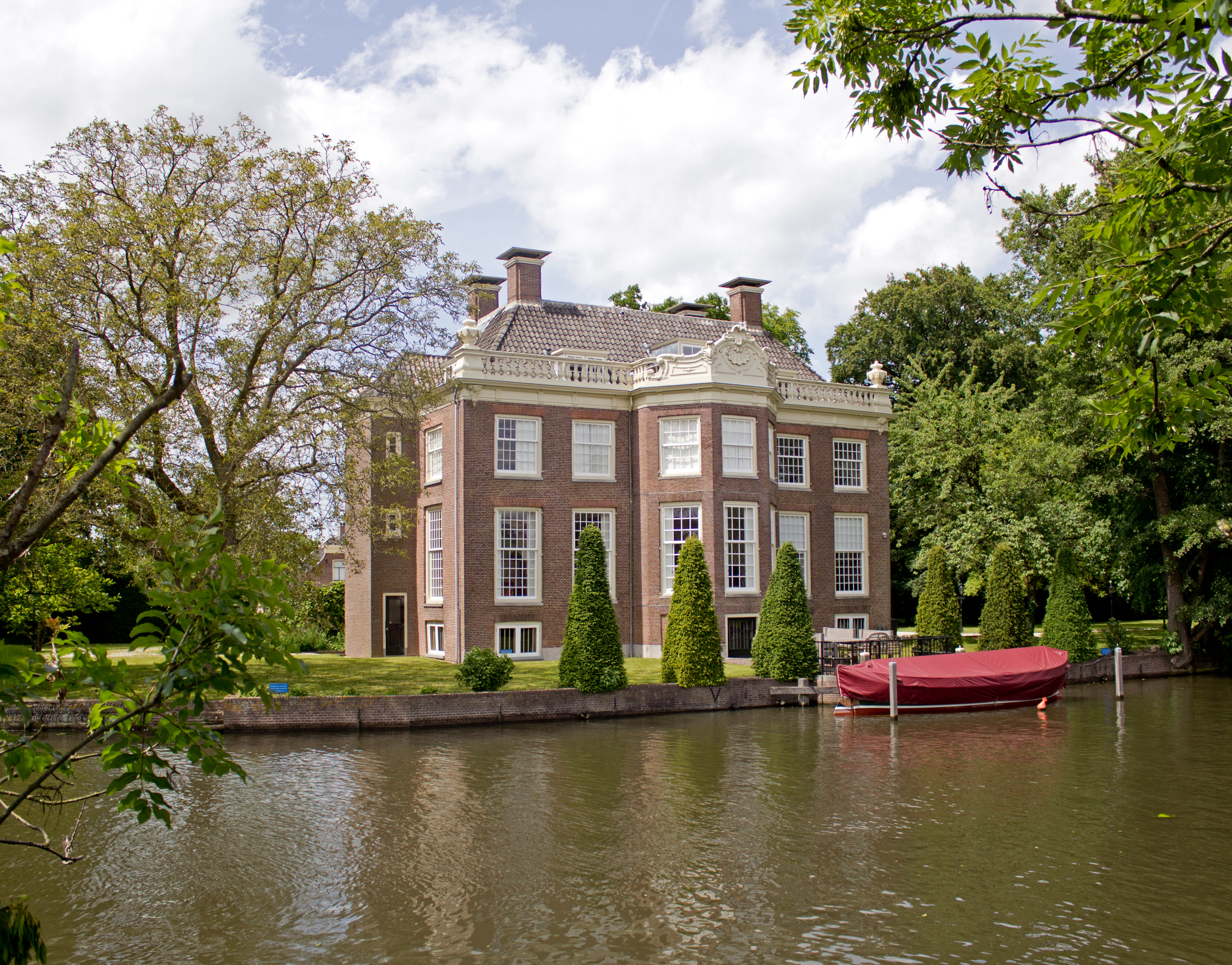
Дом Вехтвлит. Брёкелен, провинция Утрехт
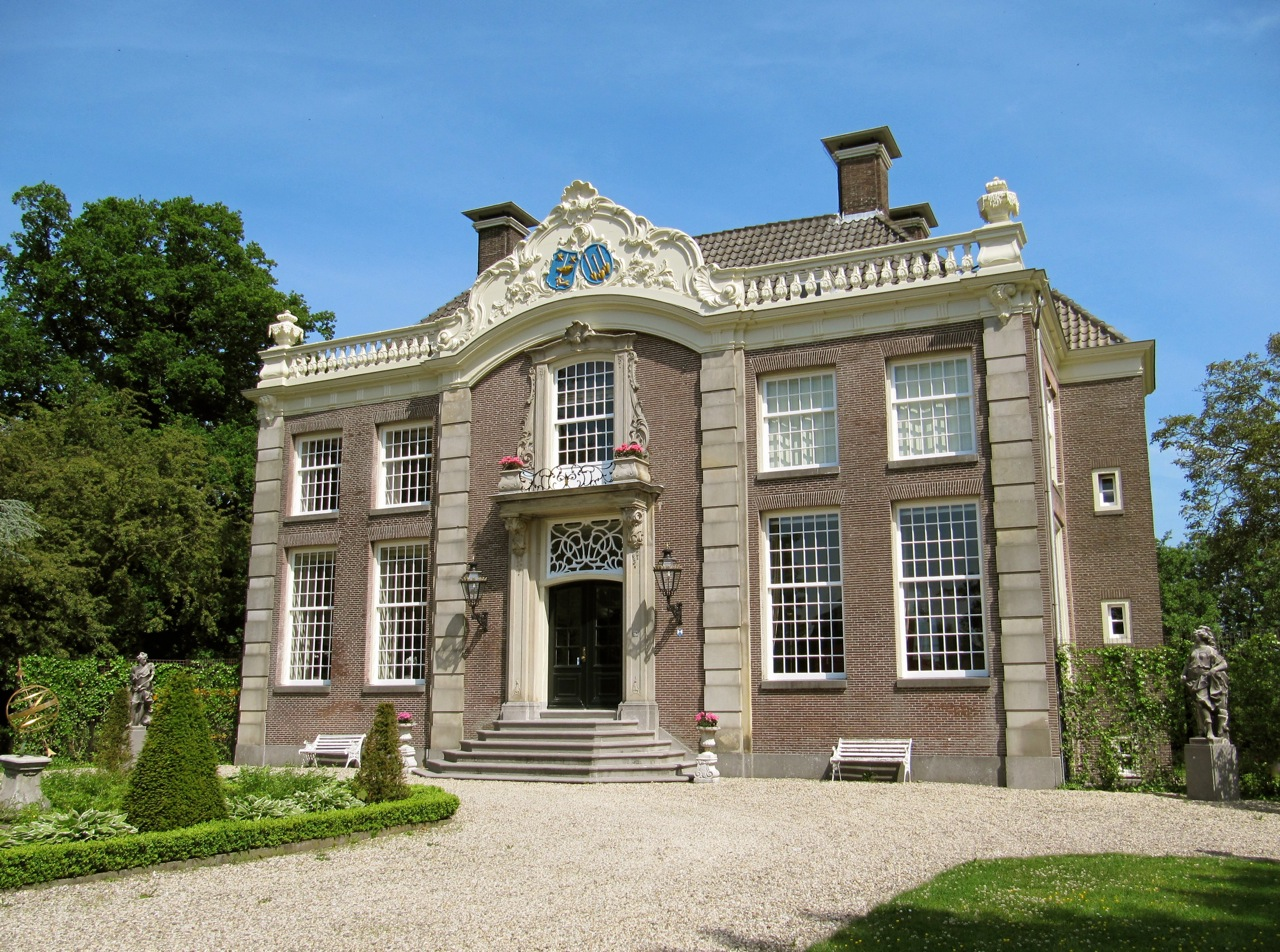
Дом Вехтвлит